# Jaktkanot

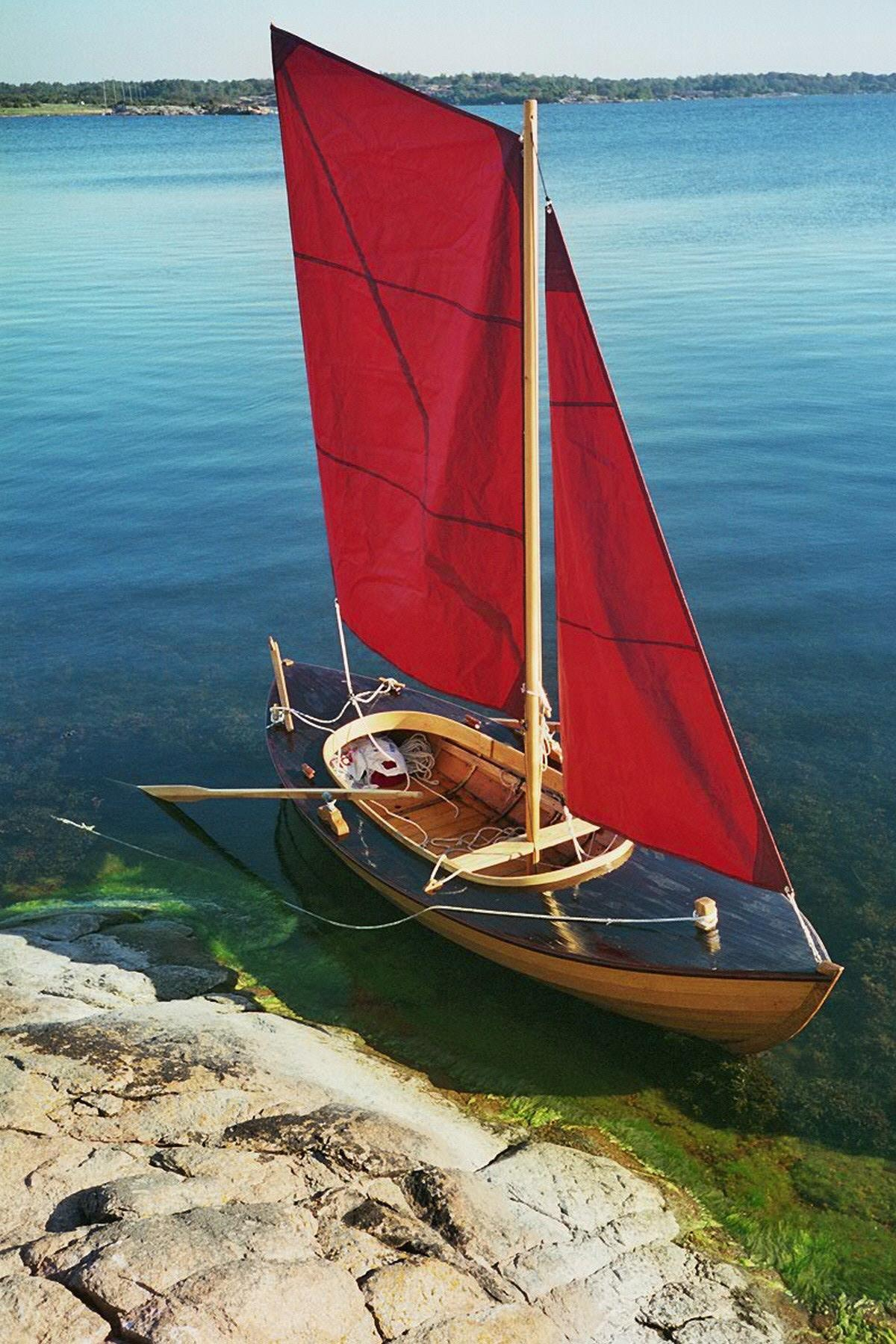
Jaktkanot med sprisegel och fock.

Jaktkanot är en klinkbyggd däckad snipa, som i närmast industriell skala började byggas av bröderna Mårtenssons Båtbyggeri på Östra Hästholmen, Torhamn, Blekinge i början av 1900-talet. Ursprunget till båttypen är Carl Smiths intresse av segelkanoter. I början byggdes jaktkanoterna dukade, d.v.s. med köl, stävar, spant och reling av trä, som kläddes med bomullsduk.
Bröderna Mårtensson byggde mer än 1000 jaktkanoter i ek eller furu. Även bordläggning av gran förekom. Längden varierade från 13 fot (3,96 m) till 14 fot (4,27 m). Senare började flera andra båtbyggare bygga liknande båtar i trä. Sedan glasfiberarmerad polyester började användas för båtbyggeri har det yrkesmässiga träbåtsbyggandet mer eller mindre upphört. Jaktkanoten har dock förblivit ett populärt övningsobjekt på en del skolor som lär ut båtbyggnad. Det förekommer också byggen av privatpersoner och enstaka byggen av professionella båtbyggare.

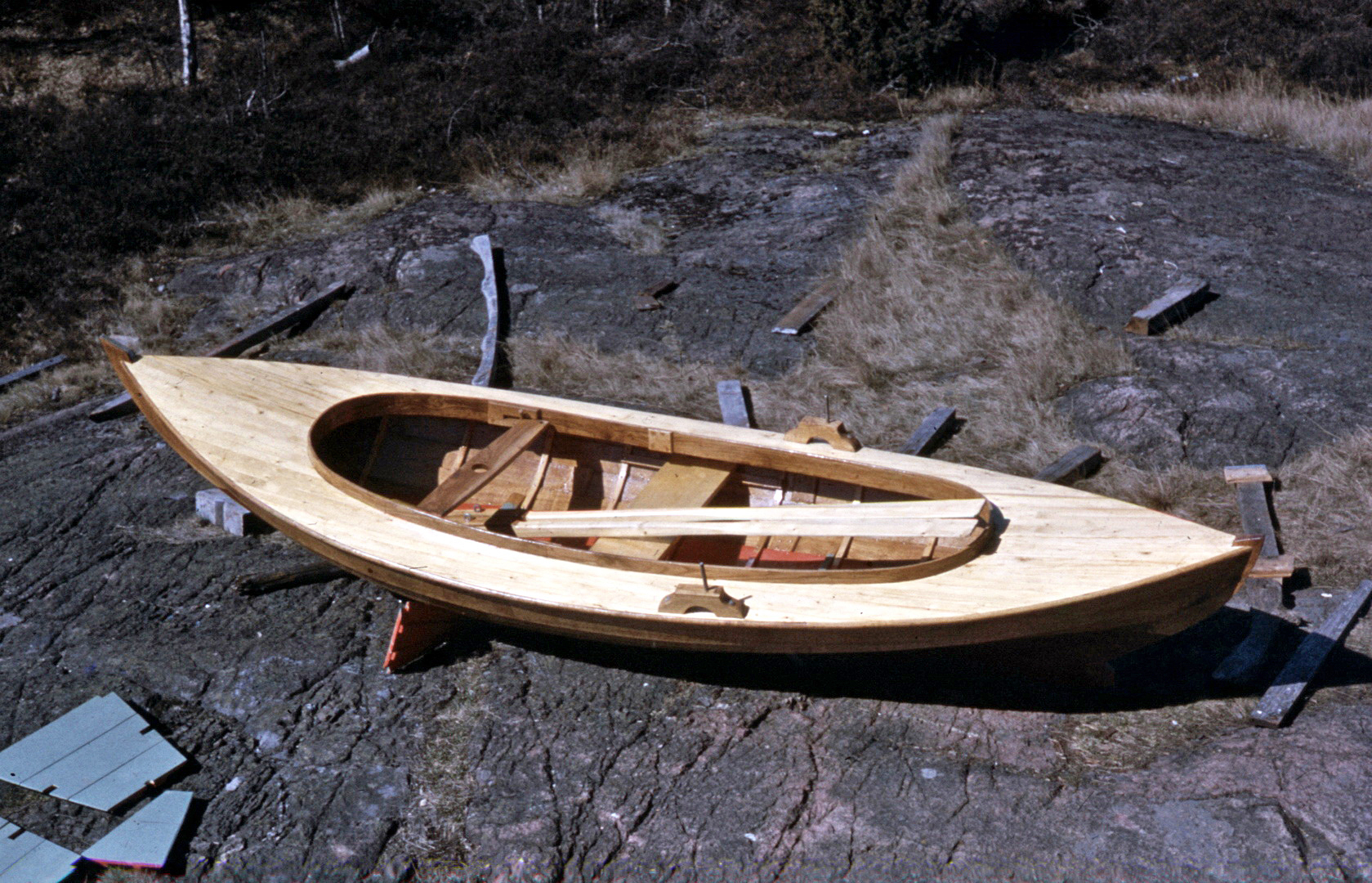
Jaktkanot uppdragen på Östra Hästholmen, Torhamns socken. Foto Ingemar Atterman, Blekinge museum, 1959-04-24.

Jaktkanoten användes ursprungligen[när?] främst till jakt på sträckande sjöfågel och för husbehovsfiske. Jaktkanoten kom också till viss del att brukas för fritidsändamål. Jaktkanoten framdrevs genom rodd med ett par åror eller genom segling med från början loggertsegel, senare ofta ersatt med sprisegel och fock. I en del fall installerades någon inombordsmotor med en cylinder eller mindre utombordsmotor i jaktkanoterna för att enklare kunna använda dem vid olika väderleksförhållanden och över större distanser. Utombordsmotorerna fordrade speciellt motorfäste eftersom jaktkanoterna liksom alla snipor är spetsgattade. Jaktkanoter med motor kallas motorsnipor.